# Christina Francisca von Hessen-Wanfried

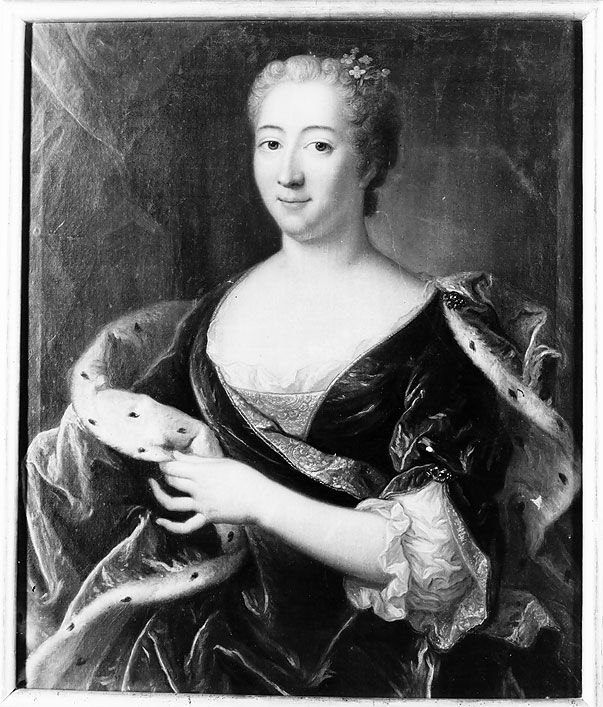
Christina Landgräfin von Hessen-Rheinfels

Christina Francisca Polyxena von Hessen-Wanfried (* 23. Mai 1688 in Wanfried; † 17. Juli 1728 in Kleinheubach) war eine landgräfliche Prinzessin und durch Heirat Fürstin von Löwenstein-Wertheim.

## Leben

### Herkunft und Familie
Christina Francisca wurde als Tochter des Landgrafen Karl von Hessen-Wanfried und dessen Gemahlin Alexandrine Juliane von Leiningen-Dagsburg (1651–1703), Witwe des Landgrafen Georg III. von Hessen-Darmstadt, geboren und wuchs mit ihren Geschwistern
- Wilhelm (1671–1731)
- Friedrich (1673–1692)
- Charlotte Amalie (1679–1722, ⚭ Fürst Franz II. Rákóczi)
- Sophia Leopoldina (1681–1724, ⚭ Philipp Carl Caspar Graf zu Hohenlohe-Barteinstein)
- Maria Anna (1685–1764, ⚭ Daniel von Ingenheim)
- Christian (1689–1755)
- Juliana Elisabetha (1690–1724, ⚭ Christian Otto Graf von Limburg-Styrum) und
- Eleonora Bernardina (1695–1768,⚭ Hermann Friedrich Graf zu Bentheim-Bentheim)

auf.

### Wirken
1697 wurde Christina – wie ihre Schwestern – in die Todesangstbruderschaft der Essener Jesuiten aufgenommen. Vier Jahre später wurde mit der Aufschwörung  ihre Stiftsfähigkeit für das Stift Essen festgestellt. Sie nahm am Chordienst und an den Sitzungen des Kapitels teil. 1703 sollte sie auf Wunsch des Kaisers an Stelle ihrer Schwester Maria Anna im Stift Thorn Aufnahme finden. Am 28. Februar 1712
heiratete sie in Rotenburg an der Fulda den Fürsten Dominik Marquard zu Löwenstein-Wertheim-Rochefort. Aus der Ehe sind die Kinder
- Karl Thomas (* 7. März 1714; † 6. Juni 1789), 3. Fürst

⚭ 1735 Maria Charlotte von Holstein-Wiesenburg (* 18. Februar 1718; † 4. Juni 1765), Tochter von Leopold von Holstein-Wiesenburg (1674–1744)
⚭ 1770 (morganatisch) Maria Josepha Stipplin (23. April 1735; † 5. März 1799) verwitwete Rommerskirch
- Ernst Philipp (* 28. Januar 1715; † 29. Juli 1734), gefallen in der Schlacht bei Parma, Hauptmann
- Leopold (* 16. Februar 1716: † 18. April 1770)
- Franz Karl Wilhelm (* 26. November 1717; † 17. August 1750), 1735 Domherr in Köln ⚭ 1749 Josepha von Schirnding († 9. Januar 1788)
- Christian Philipp Johann Alexander (* 11. Januar 1719; † 23. Mai 1781) ⚭ Sebastiana Franziska von Humbert (* 21. April 1724; † 21. November 1793)
- Joseph Johann Wenzel (* 25. Juli 1720; † 17. Januar 1788) ⚭ 1750 Freiin Dorothea Therese von Hausen und Gleichendorf († 17. Februar 1802)
- Sophia Wilhelmine Marie (* 7. August 1721; † 26. September 1749) ⚭ 1740 Karl Albrecht I. zu Hohenlohe-Waldenburg-Schillingsfürst (* 22. September 1719; † 25. Januar 1793), Eltern von Franz Karl Joseph zu Hohenlohe-Waldenburg-Schillingsfürst
- Theodor Alexander (* 14. September 1722; † 27. Februar 1780) ⚭ 1751 Katharina von Leiningen-Dagsburg († 25. Februar 1805)
- Leopoldine (* 17. Juni 1726; † 9. Juni 1759) ⚭ 1756 Marquis Joseph François Thomas de Joannis de Verclos[2]

hervorgegangen. Eine Tochter verstarb im frühen Kindesalter.
Christina starb 1728 im Kindbett und fand in der Grablege der Fürsten zu Löwenstein-Wertheim-Rosenberg in der Wallfahrtskirche auf dem Engelberg ihre letzte Ruhestätte.